# 訪問インタビュー
『訪問インタビュー』（ほうもんインタビュー）は、1982年4月5日から1985年3月21日までNHK教育テレビで放送されたトーク番組である。毎週月曜日から木曜日、21時25分から21時45分までの20分間の放送だった。

## 概要
タイトルが示す通り、聞き手（インタビュアー）がゲスト本人の仕事場や自宅へ出向く形で収録を行っていた番組で、ゲスト1人分のインタビューを1週間（4回）に分けて放送するのが基本だった。ゲストには作家、画家等、芸術分野に関連する著名人を選択する例が多く、第1週目では作家の開高健にインタビューしていた。
聞き手が導入部分のナレーションを兼任することも多かった。聞き手には斎藤季夫、佐々木敦などのNHKアナを起用。テーマ音楽は、冨田勲のシンセサイザーによるJ.S.バッハ「2声のインヴェンション 第13番イ短調 (BWV.784) 」だった。